# This Is the Modern World
This Is the Modern World é o segundo álbum de estúdio do grupo The Jam, lançado em 1977.. Muito parecido com seu antecessor, The Modern World ainda apresenta uma fase bastante adolescente do The Jam e bastante Punk Rock. Isso se reflete nas canções do disco como "Standards", que ironiza com os ditadores; "In The Street Today","The Combine" e "London Girl" criticam a sociedade britânica e "Tonight At Noon", "Here Comes The Weekend" e "I Need You" refletem a fase adolescente do grupo assim como "In The Midnight Hour" (cover do grupo Jefferson Airplane). O disco pode não ser o melhor do The Jam mas possui ótimas canções que valem a pena o investimento emocional.
| Críticas profissionais                                                      | Críticas profissionais |
| Avaliações da crítica                                                       | Avaliações da crítica  |
| Fonte                                                                       | Avaliação              |
| --------------------------------------------------------------------------- | ---------------------- |
| Allmusic                                                                    | [ 2 ]                  |
| Esta tabela precisa de ser acompanhada por texto em prosa. Consulte o guia. |                        |

## Faixas
1. "The Modern World" - 2:33
2. "London Traffic" 1:51
3. "Standards 2:30"
4. "Life From a Window" 2:56
5. "The Combine" - 2:22
6. "Don't Tell Them You're Sane" - 3:42
7. "In the Street, Today" - 1:33
8. "London Girl" - 2:42
9. "I Need You (For Someone)" - 2:42
10. "Here Comes the Weekend" - 3:31
11. "Tonight at Noon" - 3:02
12. "In the Midnight Hour" - 1:52